# MiFID
MiFID is een Europese beleggingsrichtlijn.
MiFID staat voor Markets in Financial Instruments Directive. Deze richtlijn is in de Europese Unie op 1 november 2007 in werking getreden. De verwachting is dat de implementatie van deze richtlijn zorgt voor een beter functionerende financiële markten. Er zijn drie doelstellingen die worden nagestreefd:
- Bescherming van marktpartijen en de integriteit van de financiële markten
- Bevordering van eerlijke, transparante, efficiënte en geïntegreerde financiële markten
- Harmonisatie van de Europese beurshandel en beleggingsmarkt

Het belangrijkste component van de richtlijn is het voldoen aan aan best execution, wat zoveel betekent als de partij die een order initieert het best mogelijke resultaat moet krijgen, waar een aantal factoren bij het uitvoeren van een transactie van belang zijn:
- Uitvoeringsprijs zo dicht mogelijk bij de afgesproken prijs
- Volume van de order
- Waarschijnlijkheid van succesvolle uitvoering van de order
- Snelheid waarmee dit gebeurt
- Kosten van het uitvoeren van de hele transactie
- Clearing en settlement via een Clearinghouse
- Type order, bijvoorbeeld een hedge
- Elke andere overweging

Omdat het niet altijd van te voren te voorspellen is hoe een order kan worden uitgevoerd in het Orderboek, kan het voorkomen dat wat vooraf is afgesproken afwijkt van wat realistisch uitvoerbaar is. Dit heeft bijvoorbeeld te maken met de Liquiditeit van het product, de handelstijden van het product, en de beurs waarop de order wordt uitgevoerd. Het is toegestaan voor financiële instellingen om orders van hun klanten intern af te handelen, in plaats van het doorsturen naar de effectenmarkt. 
MiFID is van kracht in de 27 EU-landen plus Noorwegen, Liechtenstein en IJsland. Tot 1 april 2008 is de AFM in Nederland coulant geweest bij de naleving van de nieuwe regels.
De MiFID regels zijn in Nederland opgenomen in de Wft.

## MiFID II
In de loop van 2018 worden nieuwe regels van kracht onder het regime van MiFID II. MiFID II bestaat uit de herziening van de richtlijn MiFID I en de verordening MiFIR. De verordening werd 3 januari 2018 van kracht. De richtlijn moet nog worden geïmplementeerd in de nationale wetgeving. In België is dat sedert 2 augustus 2022 het geval.